# Mocha (kanton)
 Mocha – kanton w prowincji Tungurahua, w Ekwadorze. Stolicą kantonu jest Mocha.